# Florian Cajori

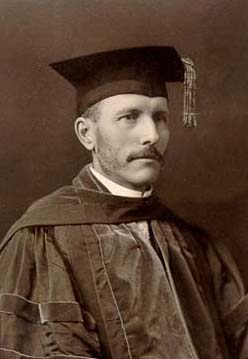
Florian Cajori

Florian Cajori (Scharans in Graubünden, 28 februari 1859 - Berkeley, 15 augustus 1930) was een Amerikaans wiskundig historicus van Zwitserse afkomst.
In het begin van de 20e eeuw was hij een van de bekendste beoefenaren van de geschiedenis van de wiskunde.